# آيت سلام (آيت نص لوطا)
آيت سلام هو دُوَّار يقع بجماعة تابية، إقليم أزيلال، جهة بني ملال خنيفرة في المملكة المغربية. ينتمي الدوّار لمشيخة آيت نص لوطا التي تضم 6 دواوير. يقدر عدد سكانه بـ 1086 نسمة حسب الإحصاء الرسمي للسكان والسكنى لسنة 2004.

## وصلات خارجية
- البوابة الوطنية للجماعات الترابية
- المندوبية السامية للتخطيط